# قلب ارغوانی
قلب ارغوانی فیلمی جنگی آمریکایی به کارگردانی لوئیس ملیستون است که در سال ۱۹۴۴ منتشر شد. از ستارگان حاضر در این فیلم، می‌توان به دانا اندروز، ریچارد کونته، کوین اوشی، دان رد بری و ترودی مارشال اشاره کرد. فارلی گرانگر نیز که در آن زمان تنها هجده سال داشت، به عنوان یک بازیگر تحت حمایت در این فیلم حضور پیدا کرد.
قلب ارغوانی، برداشتی آزاد از دادگاه محاکمه تعدادی از اعضای نیروی هوایی ایالات متحده توسط ژاپن در طول جنگ جهانی دوم است. این فیلم در زمان برگزاری دادگاه هشتم نیروی هوایی که در ۱۸ آوریل ۱۹۴۲، در زمان حمله دولیتل برگزار شد، کلید خورد.